# Born Under a Bad Sign (песня)
Born Under a Bad Sign («Рождённый под несчастливой звездой») — блюзовая песня, записанная американским блюзовым певцом и гитаристом Альбертом Кингом в 1967 году. Песня, названная «вечной основой блюза» («a timeless staple of the blues»), также привлекла внимание рок-аудитории благодаря синхронным партиям баса и гитары и сюжетной отсылки к теме астролгии. «Born Under a Bad Sign» появилась в R&B-чарте и стала блюзовым стандартом.
Наиболее известные кавер-версии песни принадлежат американской блюзовой группе Paul Butterfield Blues Band, британской рок-группе Cream, британскому певцу Полу Роджерсу, канадскому гитаристу Пэту Траверсу, американскому рок-гитаристу Джими Хендриксу и аргентинскому гитаристу Паппо. Широкий ассортимент кавер-версий демонстрирует способность Альберта Кинга влиять не только на блюзовых, но и на рок-гитаристов. Кавер-версия Джими Хендрикса является по существу расширенным гитарным соло, которое развивает уникальные фразировки Кинга.

## Оригинальная версия
Текст песни «Born Under a Bad Sign» был написан ритм-энд-блюзовым певцом Уильямом Беллом на лейбле Stax Records, а музыку написал лидер группы Stax Букер Ти Джонс (из Booker T. & the M.G.'s). Белл вспоминал: «Нам нужна была блюзовая песня для Альберта Кинга… В глубине души у меня была идея, которую я собирался сочинить сам. Астрология и всё такое прочее были тогда на слуху. Мне пришла в голову мысль, что это может сработать».
Текст песни описывает «невезение и неприятности» (hard luck and trouble), смягченные «вином и женщинами» (wine and women), с игрой слов в припеве в конце:
Born under a bad sign, been down since I began to crawl

If it wasn't for bad luck, I wouldn't have no luck at all
Похожие куплеты встречаются в более ранних песнях. В 1947 году пианист и певец Кузен Джо записал «Bad Luck Blues» с трио Сэма Прайса, в котором есть слова «If it wasn’t for bad luck, I wouldn’t have no luck at all». Песня «Bad Luck Blues», записанная Lightnin' Slim в 1954 году в стиле болотного блюза, содержит те же строки, а также включает в себя «Cause bad luck’s been followin' po' Lightnin', ever since I began to craw».
Сделанная Джонсом аранжировка песни не соответствует типичной для блюза двенадцатитактовой последовательности I-IV-V. Скорее, в ней преобладает бас-ритм-гитара в стиле R&B, которую, по словам Белла, он придумал, «играя на гитаре». Альберт Кинг дополнил свой вокал и соло своими фирменными гитарными партиями во время перерыва и в завершении, при поддержке Booker T. & the M.G.'s и The Memphis Horns s.
«Born Under a Bad Sign» достигла 49-й строчки в чарте самых продаваемых R&B-синглов журнала Billboard. Позже она была включена в его первый альбом для Stax, также получивший название «Born Under a Bad Sign». На обложке альбома изображены «знаки неудач» или распространённые суеверия, в том числе чёрная кошка, страница календаря «Пятница, 13-е», череп со скрещёнными костями, пиковый туз и «змеиные глаза». Впоследствии песня неоднократно появлялась в сборниках Альберта Кинга и других исполнителей.

## Версия Cream
Британская рок-группа Cream записала песню «Born Under a Bad Sign» для своего третьего альбома Wheels of Fire (1968). По словам гитариста Эрика Клэптона, звукозаписывающая компания группы, которая также распространяла пластинки Stax, попросила их записать её. Исполнение Cream повторяет исполнение Альберта Кинга, за исключением того, что басист и певец Джек Брюс объединил два куплета в «I’ve been down ever since I was ten» и продолжительное гитарное соло Клэптона. Музыковед Роберт Палмер описал игру Клэптона как «практически пародию на Альберта Кинга».
24 октября 1967 года Cream записали концертную версию для BBC, которая была выпущена на BBC Sessions в 2003 году. Ещё одна концертная версия была записана во время их реюнион-выступлений в 2005 году и прозвучала в Royal Albert Hall London May 2-3-5-6, 2005.